# Kot rosyjski niebieski
Kot rosyjski niebieski – rasa kota z IV kategorii Fédération Internationale Féline (koty syjamskie i orientalne), pochodząca z zachodniej Rosji. Znany także jako kot archangielski lub kot maltański. Jest rasą naturalną.
Początek rasy datuje się na XVII wiek. Była zagrożona wyginięciem podczas II wojny światowej, lecz udało się ją ocalić poprzez krzyżowanie z rasami orientalnymi (m.in kotami syjamskimi, balijskimi itp.). Odmiany barwne (biały i czarny) nie są uznawane przez większość federacji.
Koty te przybyły do Europy z Archangielska (stąd ich nazwa) ok. roku 1860 z marynarzami powracającymi do Anglii. Na wystawie zaprezentowane po raz pierwszy w 1875 roku w Crystal Palace jako Koty Archangielskie. Odmiany barwne (oraz długowłose „Nebelung”), zostały wyhodowane przez krzyżowanie z kotami domowymi.

## Wygląd

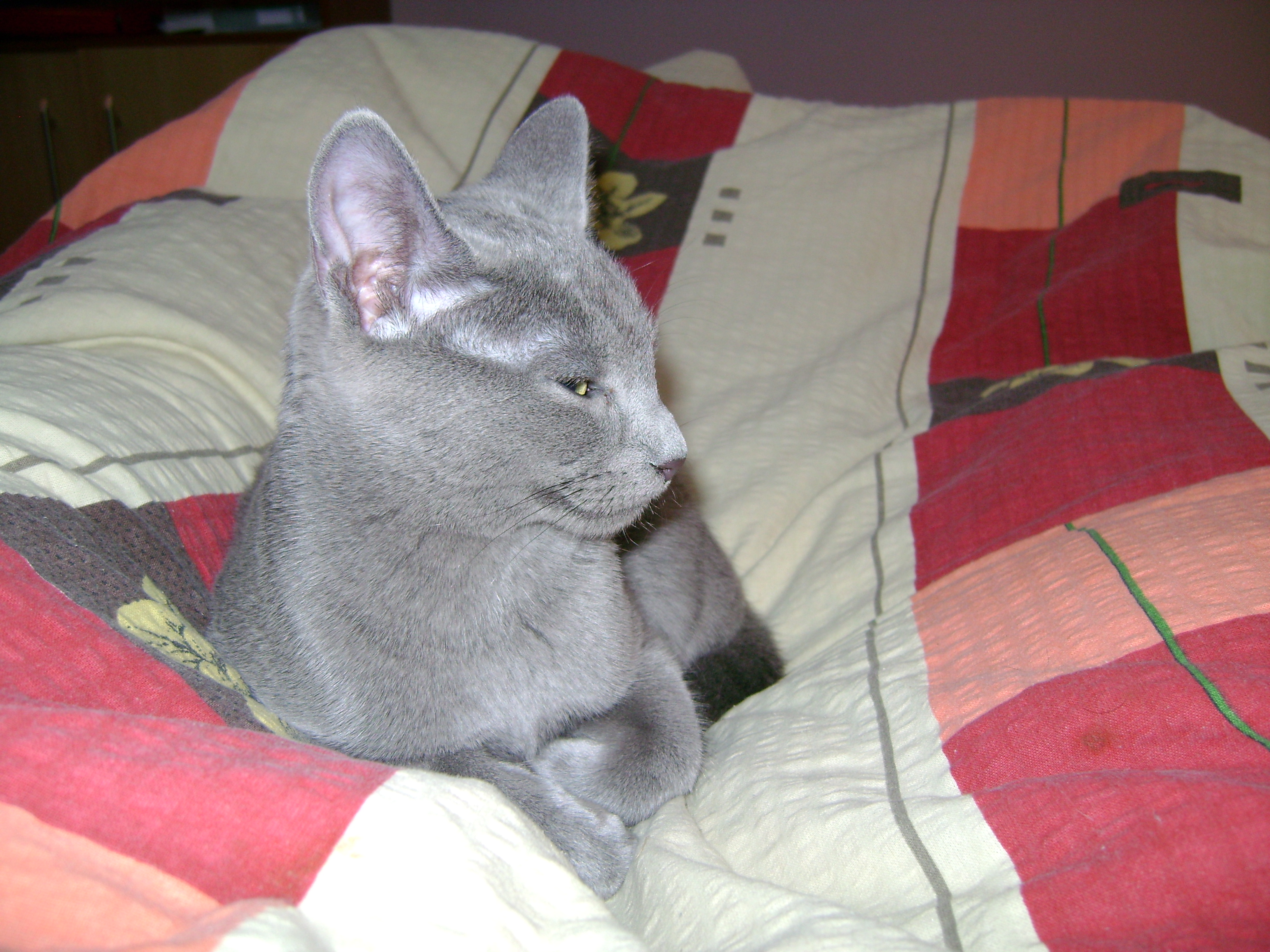
Kotka – 6 miesięcy

Jest kotem średniej wielkości o smukłej sylwetce. Kot rosyjski ma stosunkowo długie nogi, zakończone małymi owalnymi łapkami. Pojawiające się cechy kotów orientalnych – mogące się pojawiać ze względu na wcześniejszą konieczność krzyżowania z m.in. kotami syjamskimi – są uznawane według standardu za wadę. Oczy w kształcie migdałów, na ogół zielonego koloru, odstępstwo od tego (kolor żółtawy – typowy u młodych kociąt tej rasy) stanowi wadę u kotów dorosłych. Uszy są duże i postawione.

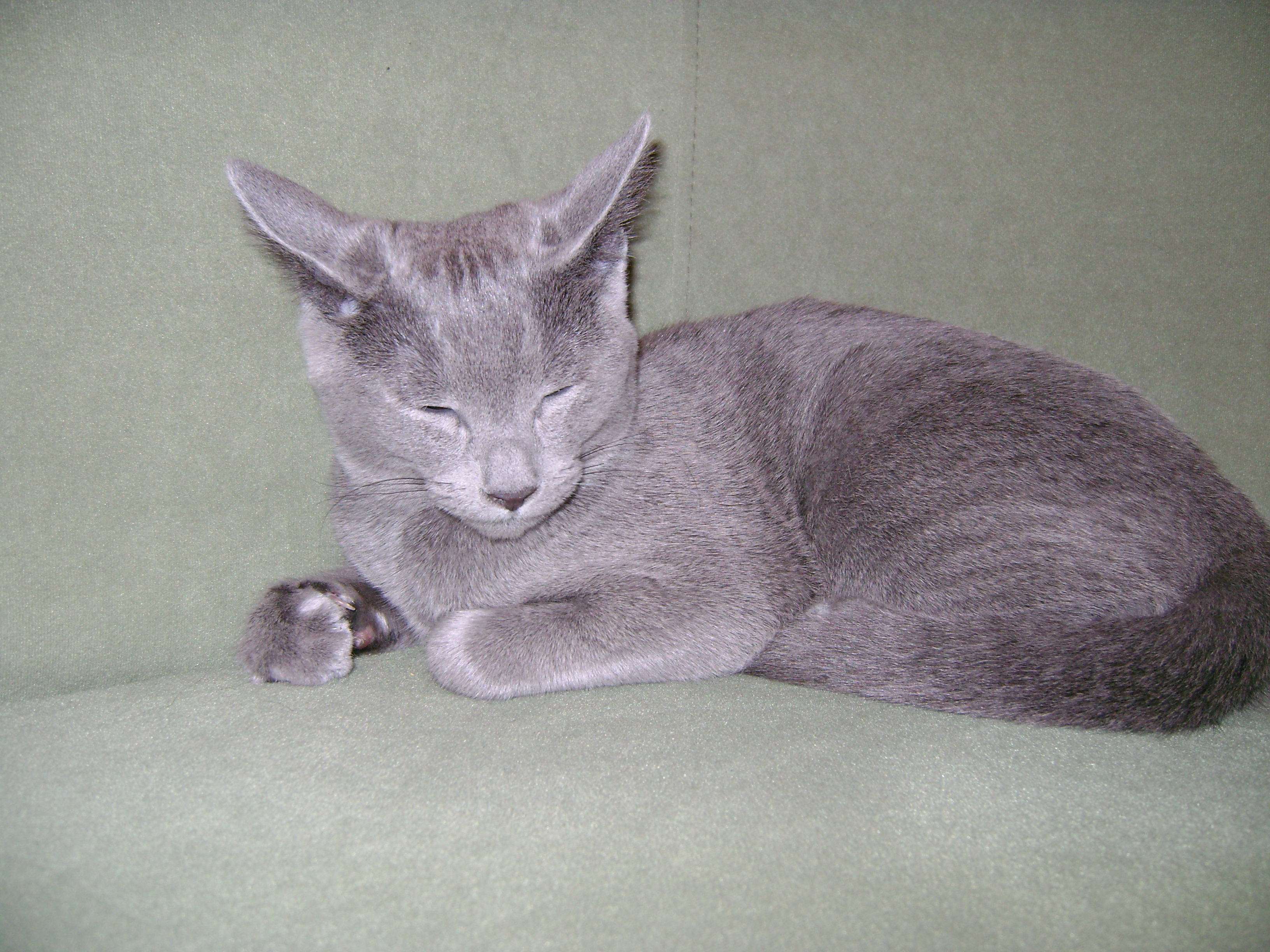
Ta sama kotka – przykład barwy futra

Piękne, pluszowe futro jest niebieskawo-szare, natomiast skóra jest niebieska (co widać wyraźnie na wewnętrznej stronie ucha). Nos oraz poduszki łapek – zgodnie ze standardem powinny być lawendowe.
Charakterystyczne jest umaszczenie „podwójnego futra”, „połysk” jest spowodowany bezbarwnymi końcówkami szarego włosia dodatkowo jest ono miękkie w dotyku ze względu na podszerstek (jedynie koty kartuskie mają podobne, podwójne futro). Ze względu na recesywny gen czarnego koloru z „niebieskich” rodziców mogą powstać wyłącznie koty „niebieskie”. Niepożądaną cechą są jakiekolwiek wtrącenia koloru białego.
Pełny opis standardu w języku polskim według: FIFe, WCF,TICA.

## Historia
Koty rosyjskie niebieskie od dawna uchodziły za szczególne zjawisko, gdyż już w XVII wieku gościły na polskich dworach książęcych. Rasa ta nie potrzebowała mistyfikacji, ponieważ jej oryginalny fenotyp pozostawał zbyt długo w niezmienionym stanie. Mimo iż podobny do kota europejskiego krótkowłosego, rozwijał się jako rasa niezależnie od niego. Do dziś nie krzyżuje się ze sobą tych ras. Ich nietypowe futro jest wynikiem warunków klimatycznych oraz izolacji środowiska w jakim powstała.
Według legendy kotkę rosyjską niebieską posiadał car Mikołaj II, której powierzał największe nawet tajemnice państwowe. Dwie przedstawicielki tej rasy, o imionach Anna i Teresa posiadał także papież Jan Paweł II w Watykanie.
Do Polski pierwszy przedstawiciel odnowionej rasy został przywieziony w roku 1990. Był to kocur Ragdaj Czarus. Pod koniec roku 1991 zostały sprowadzone do Polski trzy kotki rosyjskie niebieskie, m.in. Ilia Akwamarin, Lidia i Layla z Kayetanki. Trzy pierwsze hodowle to : Z Baśni, Puma i Blue-Bis. Ragdaj i Ilia zostali rodzicami pierwszego miotu rosyjskiego niebieskiego w Polsce. Pierwszym wyhodowanym w Polsce Europa Championem jest Nugat Blue-Bis*PL (syn Lavendera, przywiezionego z Danii pierwszego zdobywcy tego tytułu w Polsce). Pierwszym zarówno mieszkającym jak i wyhodowanym w Polsce World Championem jest Flis Minora*PL, który dodatkowo jako jedyny na świecie w swojej rasie posiada również tytuł WCF Double Master.
W 2003 r. został utworzony klub hodowców i miłośników kotów rosyjskich niebieskich:.

## Charakter

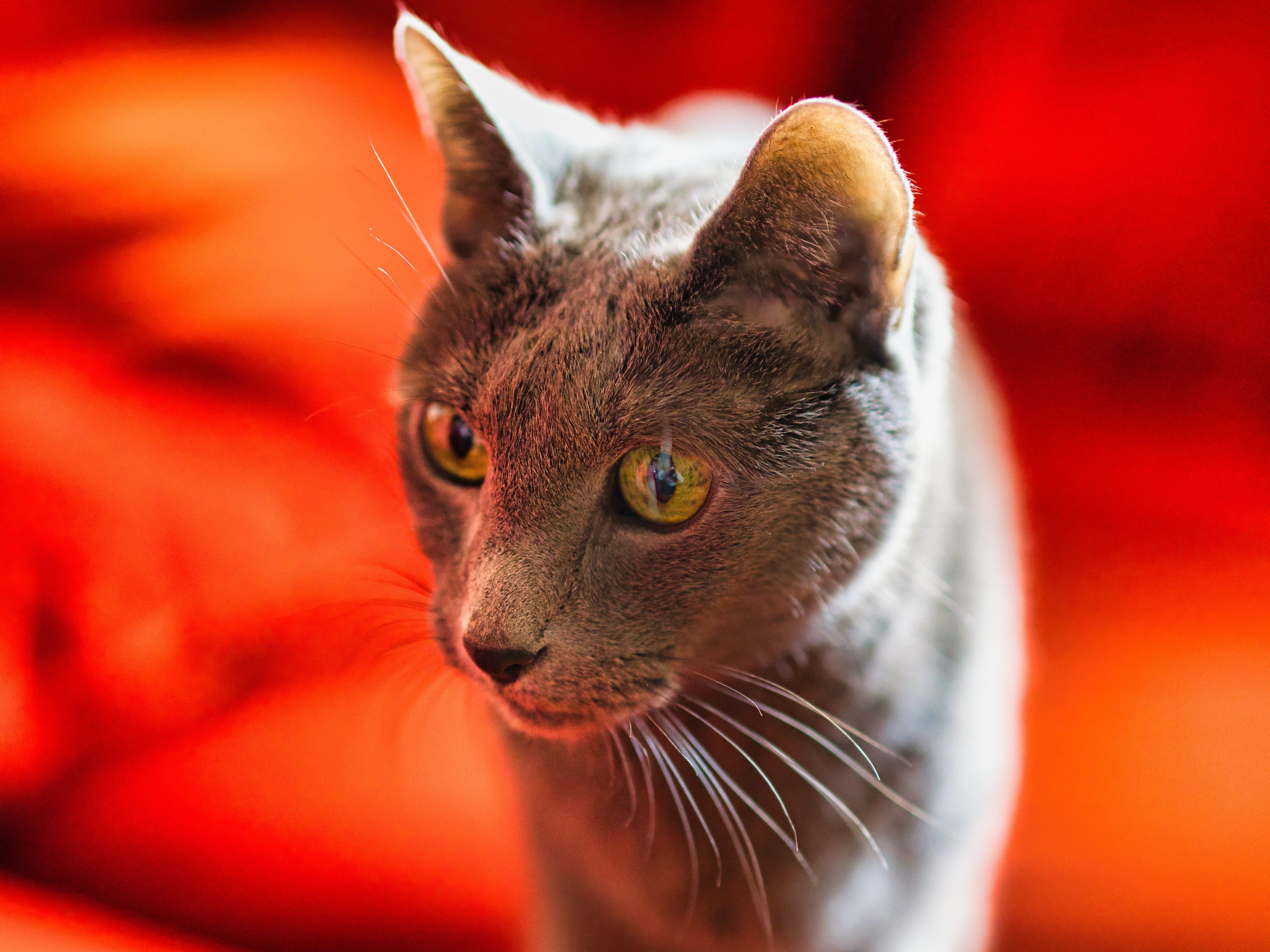
Zbliżenie głowy kota rosyjskiego niebieskiego

Młode kociaki są bardzo ciekawe otoczenia. Uwielbiają zabawy, tak samo jak dorosłe koty, po których nie zawsze to widać. Koty rosyjskie niebieskie są niesamowicie zwinne, poruszają się bardzo cicho. Mimo że lubią zwiedzać każdy zakamarek mieszkania, rzadko zdarza im się coś zniszczyć. Są bardzo przyjacielskie, lubią towarzystwo innych kotów. W stosunku do ludzi są towarzyskie i niezwykle czułe. Kot rosyjski wybiera i przywiązuje się do jednego człowieka, któremu będzie to szczególnie okazywać. Starają się „pomagać” przy wszystkich zajęciach. Wyjątkowa inteligencja kota rosyjskiego pozwala mu na nauczenie się prostych sztuczek, w tym aportowania i sprawnego porozumiewania z domownikami. Cenią sobie spokój. Otwarty dom z niekończącymi się odwiedzinami gości to nie jest miejsce dla „RUS-a”. Są nieufne wobec obcych ludzi. Koty rosyjskie są bardzo ciekawe wszystkiego co nowe. Lubią podróżować, idealnym rozwiązaniem są samochodowe szelki zamiast transportera pozwalające kotu na obserwację otoczenia. Długo i troskliwie opiekują się swoim potomstwem (nawet półrocznym). Ze strony opiekuna potrzebują znacznej uwagi. Pozostawione samym sobie będą to bardzo mocno przeżywać.
Kot rosyjski jest wyjątkowo eleganckim i wbrew obiegowym opiniom o kotach, lojalnym towarzyszem.

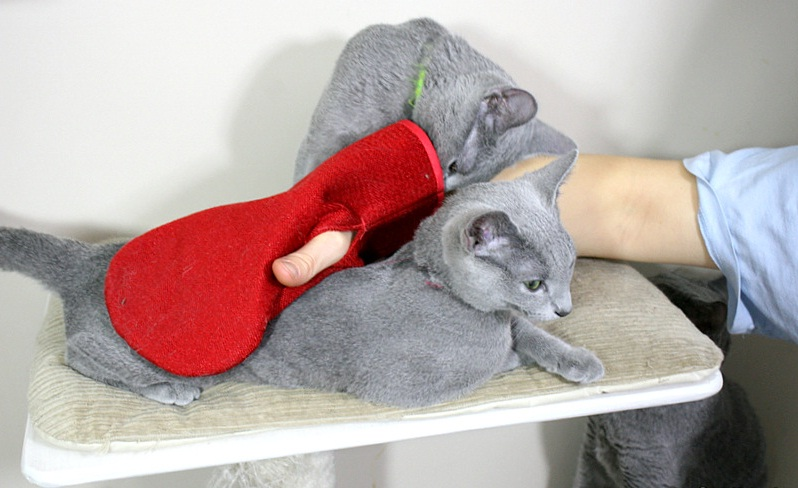
Pielęgnacja futra

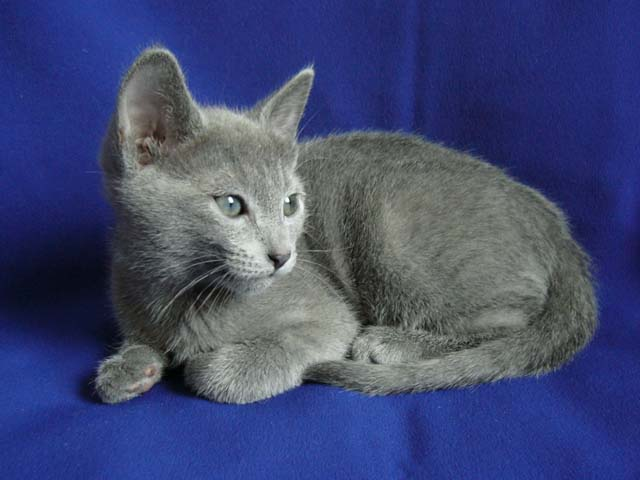
Kot rosyjski niebieski

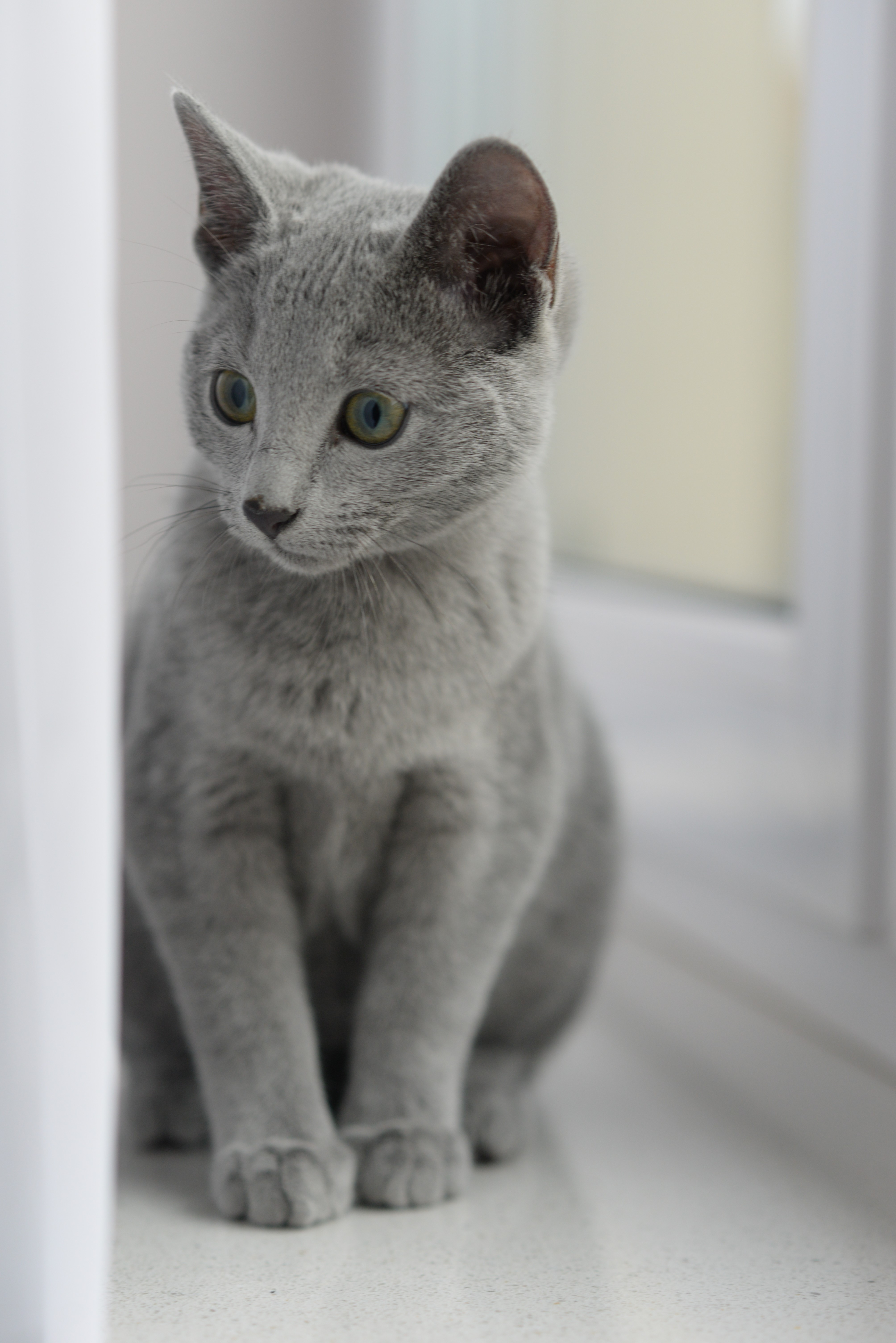
Kotka – 4 miesiące

## Pielęgnacja
Jego krótka sierść nie wymaga skomplikowanych zabiegów pielęgnacyjnych. Należy ją regularnie, lecz nie za często, czesać gumową szczotką lub rękawicą z wypustkami. Podczas codziennego głaskania usuwany jest nadmiar martwego naskórka. Jego dieta powinna być dobrze zbilansowana, aby zapewnić dobrą kondycję jemu i jego sierści. Kot je małe porcje kilka razy dziennie. Pazurki obcina się specjalnymi nożyczkami lub cążkami zwanymi gilotyną.